# Minako Hamano
Nascuda el 28 de juny del 1969, a Kioto (Japó). És una compositora especialitzada en videojocs.
Als 22 anys (1991), i amb la obra que la va fer famosa The Legend of Zelda: link's Awakening va començar a treballar per Nintendo a Kyoto, al departament de R&D1 (1991 - 2004). Posteriorment ha continuat treballant pels departaments de SPD (2004 - 2015) i EPD (2015 - actualitat).
A vegades, ha treballat amb el compositor Kenji Yamamoto per la serie de videojocs Metroid, l'any 1994 va col·laborar amb Yamamoto per l'edició Super Metroid. També amb Kenji Yamamoto al 2004 amb el videojoc Metroid: Zero Mission. Per la serie Metroid, Hamano ha fet dos treballs mes amb Akira Fujiwara l'any 2002 pel videojoc Metroid Fusion i amb Masaru Tajima l'any 2007 amb el videojoc Metroid Prime 3: Corruption. En aquest últim projecte, Kenji Yamamoto també en va ser partícip.
A més de compositora també ha estat coordinadora de so per la saga de Metroid, i en una ocasió, va gravar una veu femenina per Samus Aran (avatar del joc) per a la seqüència de Game Over, la qual va ser retirada amb l'argument de que sonava massa sexual.